# Henning Köhler
Henning Köhler (Karlsruhe, 21 maggio 1951 – 8 aprile 2021) è stato un pedagogista e educatore tedesco.

## Biografia
Henning Köhler fu ricercatore, pedagogista e terapeuta. La sua attività terapeutica e di ricerca si incentrò in particolare sull’anoressia nella pubertà presso la sezione Infantile della Flider Klinik a Stoccarda. Nel 1986 fonda un ambulatorio pedagogico terapeutico, nel 1987 l'”Istituto Janusz Korzak” a Wolfschlungen, presso Stoccarda, dove viene offerto  un servizio di carattere sociale, terapeutico e di consulenza rivolto all’infanzia, all’adolescenza ed alla famiglia.
Nel corso della sua carriera, Köhler si impegnò  nel contrasto alla indiscriminata somministrazione di psicofarmaci a bambini e giovani mediante pubblicazioni e interventi pubblici, fu responsabile scientifico di tre formazioni permanenti in ambito pedagogico in Germania organizzate dallo Janusz Korczak Institut, e operò in veste di docente presso numerosi corsi di formazione, anche in Italia. Ha svolto l'attività di pedagogo terapeuta con speciale attenzione all’infanzia e all’adolescenza. Intensa fu anche la sua attività di conferenziere in Germania, Austria, Svizzera e Italia.
Ha al suo attivo molte pubblicazioni tradotte in più lingue, interventi su riviste specializzate come Erzlehingskunst, e presenze televisive.
I libri di Henning Köhler sono stati pubblicati in italiano per la casa editrice Natura e Cultura e per le Edizioni Arte dell'Io.
Le opere di Henning Köhler sono  attualmente tradotte in dodici lingue.

## Opere tradotte in italiano
L'enigma della paura; Aedel Edizioni, 2006;
Bambini paurosi, tristi ed irrequieti. Presupposti per una prassi educativa spirituale; Natura e Cultura Editrice, 2008;
Non esistono bambini «difficili». Per una trasformazione del pensiero pedagogico; Natura e Cultura Editrice, 2008;
Il miracolo di essere bambini. L'idea di infanzia; Natura e Cultura Editrice, 2010;
Il re delle storie e il bambino delle stelle; Natura e Cultura Editrice, 2012;
La melodia del futuro. Le crisi biografiche come opportunità di evoluzione; Edizioni Arte dell'Io, 2021;
L'enigma dell'Io. Chi è l'autore della mia storia?; Edizioni Arte dell'Io, 2023;

## Articoli tradotti in italiano
Per un approccio più ampio alla biografia; rivista bimestrale Kairós (n°1, 1997) diretta da Clara Romanò;

## Curiosità
Il compositore italiano Nicola Gelo ha dedicato a Henning Köhler due sue opere per pianoforte solo contenute nell'albumVallée du Silence: Jeux d'enfant e Gregorian Variations.
| Controllo di autorità | VIAF (EN) 79043405 · ISNI (EN) 0000 0001 0918 6698 · SBN PUVV020908 · LCCN (EN) nr2005028553 · GND (DE) 122454782 · BNF (FR) cb12021072z (data) · CONOR.SI (SL) 6201955 |